# N M Rothschild & Sons
N M Rothschild & Sons (mais conhecido simplesmente por Rothschild) é um banco de investimento multinacional controlado pela família Rothschild. Foi fundado na City de Londres, em 1811, e atualmente corresponde à divisão britânica da Rothschild & Co, uma empresa global com 57 escritórios distribuídos pelo mundo. É o sétimo banco mais antigo, ainda operante, do Reino Unido.
A divisão de consultoria financeira do Rothschild é notória por servir a aristocracia britânica, incluindo a família real . O Chairman do banco, Sir Evelyn Rothschild, é o conselheiro financeiro pessoal da  Rainha Elizabeth II, que lhe concedeu o título de cavaleiro  em 1989, pelos serviços prestados.